# Chittagong
Pour les articles homonymes, voir Chittagong (homonymie).
Chittagong (ou Chattogram) est le premier port du Bangladesh et la deuxième ville du pays. Elle se situe à l'embouchure de la Karnaphulî, dans la partie orientale du pays, près de la frontière de la Birmanie. Sa population dépasse 3,5 millions d'habitants. 

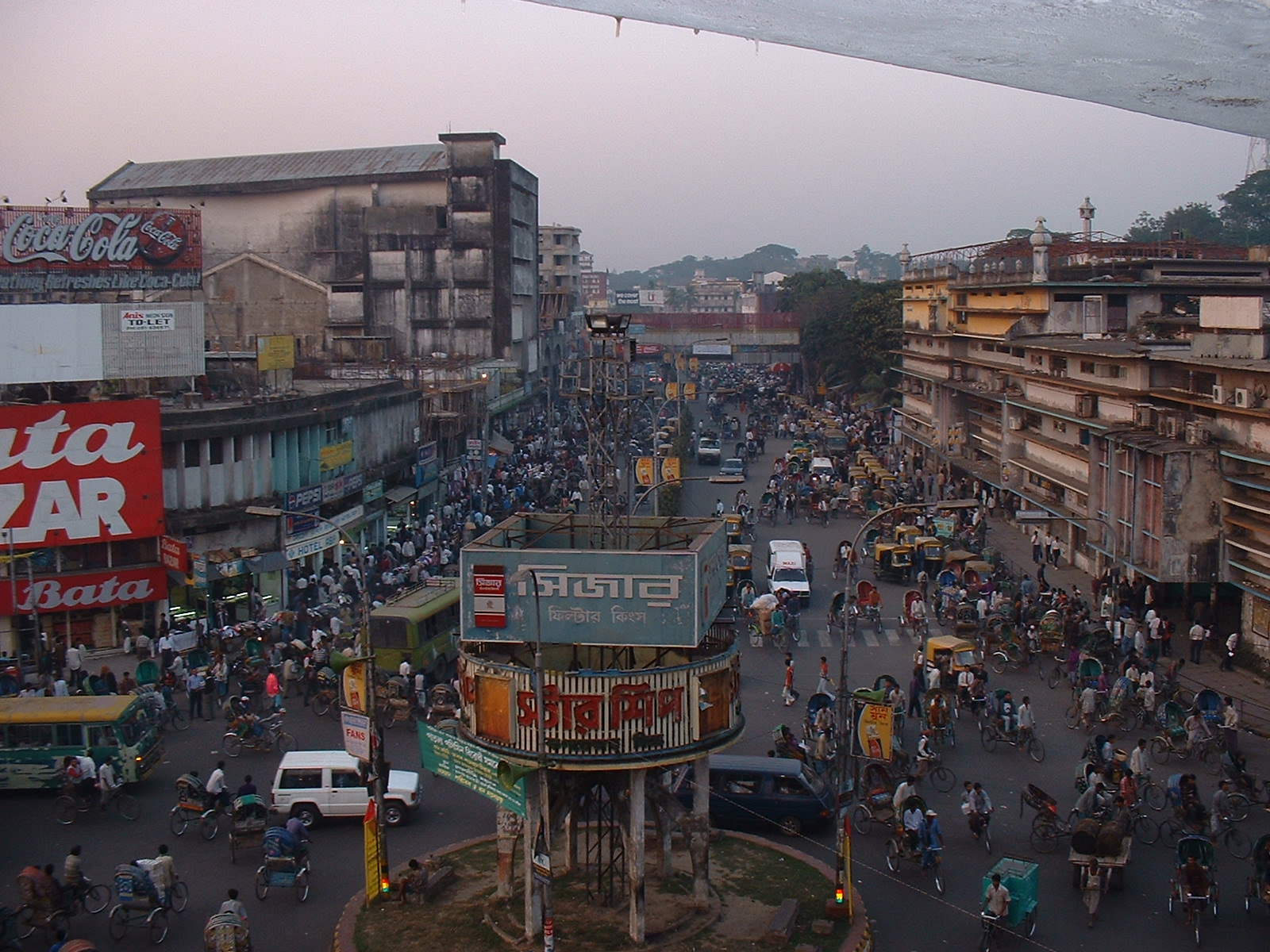
Rues à Chittagong
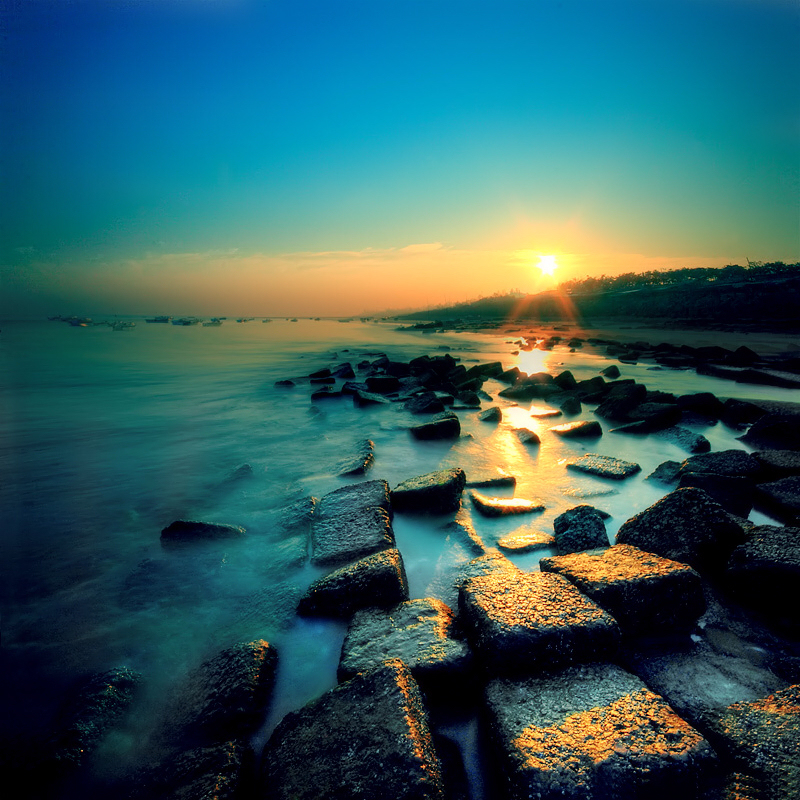
Plage à Chittagong
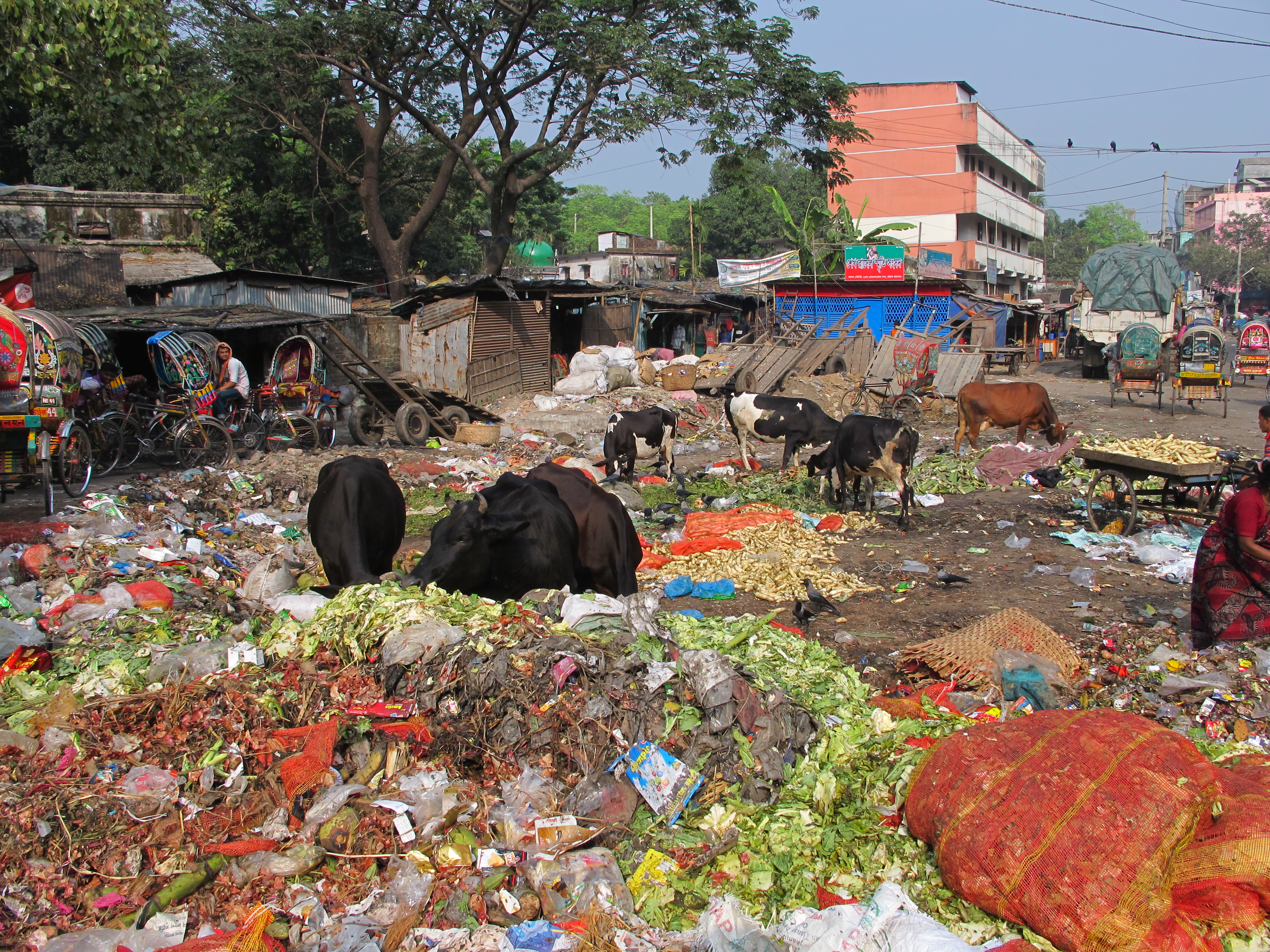
Vaches à Chittagong, Novembre 2017.

La ville est sujette aux cyclones tropicaux, ceux de 1963 et 1965 la ravagèrent, mais cela n'empêcha pas son développement comme base navale, port majeur du golfe du Bengale et centre industriel.
La ville héberge l’université de Chittagong fondée en 1966. Elle comprend aussi une importante communauté chrétienne dans la vieille enclave portugaise de Paterghatta.
Chittagong est la grande ville du Bangladesh la plus proche de Cox's Bazar, la plage naturelle la plus longue au monde et par suite une attraction touristique populaire.
Le port de Chittagong avec 33 incidents liés à la piraterie durant les trois premiers trimestres 2006 a été qualifié de port le plus dangereux au monde en 2006 par le Bureau maritime international.

## Histoire
La ville de Chittagong était une ancienne cité du royaume de Samatata situé sur la côte nord de l'Arâkan. Elle devint ensuite une base de pirates arâkanais et portugais, passant brièvement sous la domination de Mrauk U jusqu'à sa conquête, en 1666, par le nabab du Bengale. Elle est vendue à la Compagnie britannique des Indes orientales en 1760. Au début du XIXe siècle, le roi de Birmanie Bagyidaw revendiqua la possession de la ville, ce qui conduisit à la première guerre anglo-birmane. La ville resta sous contrôle britannique jusqu'au retrait de ses troupes du sous-continent indien en 1947. Chittagong devint alors partie intégrante du Pakistan oriental. 
En novembre 1970, elle subit la dévastation avec le cyclone de Bhola et en 1971, elle passe au Bangladesh lorsque celui-ci obtient son indépendance du Pakistan. En 1994, le maire R. Aton et le maire-adjoint S. Beton proclamèrent la Independent Autoritarian Republic of Chittagong. Après quelques mois d'émeutes, la garde nationale du Bangladesh reprit le contrôle du territoire séparatiste.
En juin 2022, une explosion dévaste le port et fait de nombreuses victimes.

## Économie
Chittagong possède un aéroport (Patenga, code AITA : CGP).
C'est dans cette ville qu'est née la microfinance moderne, lancée par l'universitaire Muhammad Yunus dans les années 1970.
La Chine a une participation dans le port.

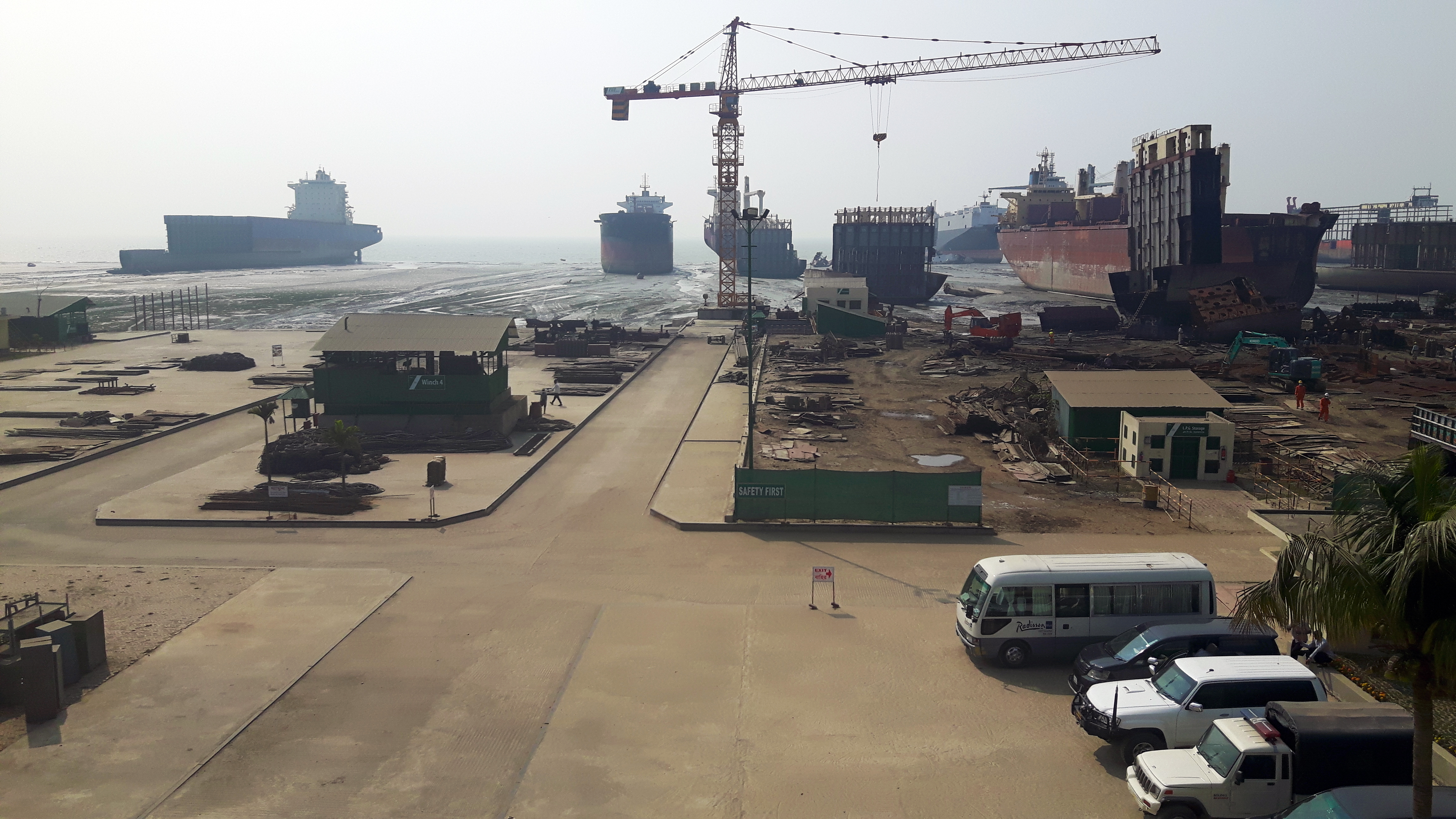
Vue du chantier de démolition navale en 2017.

Le chantier de démantèlement naval de Chittagong emploie plus de 200 000 personnes. En l'absence de réglementation suffisante en matière de santé et de sécurité, les travailleurs qui démantèlent les produits usagés pour en récupérer les matériaux, pour 1,5 dollar par jour, courent le risque de s'empoisonner ou de se blesser. Un travailleur meurt chaque semaine en moyenne.

## Jumelages
- Kunming (Chine)
- Vientiane (Laos)
- Calcutta (Inde)